# Кушинг, Питер
Пи́тер Уи́лтон Ку́шинг (англ. Peter Wilton Cushing; 26 мая 1913, Кенли, графство Суррей — 11 августа 1994, Кентербери, Кент) — английский актёр, наиболее известный по ролям в фильмах ужасов студии Hammer, где регулярно снимался в 1950–1970-х годах, а также по роли Гранд Моффа Таркина в фильме 1977 года «Звёздные войны. Эпизод IV: Новая надежда». Является офицером ордена Британской империи (OBE). Его актёрская карьера охватывала более шести десятилетий и включала в себя съёмки в более чем 100 фильмах, а также множество ролей на телевидении, радио и в театре. Кушинг дебютировал на сцене в 1935 году и провел три года в репертуарном театре, прежде чем переехать в Голливуд, чтобы продолжить актёрскую карьеру уже в кино.
После своего дебюта в фильме «Человек в железной маске» (1939) Джеймса Уэйла Кушинг начал добиваться скромных успехов в американских фильмах, прежде чем вернуться в Англию в разгар Второй мировой войны. Несмотря на то, что Кушинг уже сыграл ряд ролей в кино, включая Озрика в экранизации «Гамлета» Лоренса Оливье (1948), он изо всех сил пытался найти работу в этот период и начал считать себя неудачником. Его карьера оживилась, когда он начал работать в телевизионных постановках в прямом эфире, и вскоре он стал одним из самых узнаваемых лиц на британском телевидении. Особую известность он получил за свою главную роль в телеадаптации от BBC «1984» Джорджа Оруэлла (1954).
Кушинг получил всемирную известность благодаря своим ролям в 22 фильмах ужасов студии Hammer, в частности за роль барона Франкенштейна в шести из семи фильмов о Франкенштейне и доктора Ван Хельсинга в пяти фильмах о Дракуле. Кушинг часто снимался вместе с Кристофером Ли, с которым они впоследствии стали близкими друзьями, также Кушинг снимался с американской звездой фильмов ужасов Винсентом Прайсом. Кушинг снимался в таких фильмах студии Hammer как «Снежный человек» (1957), «Мумия» (1959) и «Собака Баскервилей» (1959), последний из которых стал первым из нескольких фильмов, где он сыграл знаменитого детектива Шерлока Холмса. Кушинг продолжал сниматься в самых разных ролях, но чаще всего это были роли в фильмах ужасов. Он исполнил роль Доктора Кто в фильмах «Доктор Кто и Далеки» (1965) и «Вторжение Далеков на Землю» (1966) и получил самую большую известность в своей карьере благодаря роли гранд-Моффа Таркина в первом фильме киновселенной «Звездные войны» (1977). Кушинг продолжал сниматься до самой старости, а также написал две автобиографии. Он был женат на Хелен Кушинг в течение 28 лет, прежде чем она умерла в 1971 году. 
Проживал на севере графства Кент в доме, в котором они с супругой прожили 34 года.
Питер Кушинг скончался в 1994 году от рака простаты.

## Биография

### Ранние годы
Питер Уилтон Кушинг родился в Кенли, районе английского графства Суррей, 26 мая 1913 года в семье Джорджа Эдварда Кушинга (1881—1956) и Нелли Мари (девичья фамилия Кинг) Кушинг (1882—1961); он был младшим из двух мальчиков — его брат Джордж был на три года старше. Его мать так надеялась на то, что родится девочка, что в первые годы его жизни одевала Питера в девичьи платья, позволила ему отрастить длинные волосы и завязывать их бантиками из розовой ленты, из-за этого окружающие часто принимали его за девочку.
Его отец работал сметчиком, а родом он был из семьи высшего сословия. Он был замкнутым и неразговорчивым человеком, с которым, по словам Питера, он никогда не был хорошо знаком. Мать Питера была дочерью торговца коврами и считалась представительницей более низкого сословия, чем её муж. Семья Кушинга состояла из нескольких театральных актёров, в том числе его дед по отцовской линии Генри Уильям Кушинг гастролировал с Генри Ирвингом, также актёрами были его тётя по отцовской линии Мод Эштон и сводный дядя Уилтон Хэрриот, в честь которого Питер Кушинг получил своё второе имя.
Семья Кушинг жила в районе Лондона Далуич во время Первой мировой войны, но после окончания войны переехала в Перли в 1918 году. Хотя Питер рос во время войны, он был еще слишком мал, чтобы понять что вокруг него происходит, к тому же когда возникала угроза возможных бомбардировок, мать говорила детям залазить вместе с ней под кухонный стол и играть там индейцев, представляя, что стол над ними это вигвам. В младенчестве Питер дважды переболел пневмонией и один раз двухсторонней пневмонией. В детстве во время Рождества Питер увидел постановку «Питер Пэн», которая послужила для него первым источником вдохновения и интереса к актёрскому мастерству. Питер Кушинг с раннего возраста любил переодеваться и притворяться, а позже утверждал, что всегда хотел быть актёром, «возможно поначалу, даже не зная этого». Будучи в юности поклонником комиксов и коллекционных игрушек солдатиков, Питер зарабатывал деньги, устраивая кукольные представления для членов семьи с помощью своих игрушек и марионеток.

## Избранная фильмография
- 1952 — Гордость и предубеждение / Pride and Prejudice — Мистер Дарси
- 1954 — 1984 / 1984 — Уинстон Смит
- 1956 — Александр Великий / Alexander the Great — Мемнон Родосский
- 1957 — Снежный человек / The Abominable Snowman
- 1957 — Проклятие Франкенштейна / The Curse of Frankenstein  — Виктор Франкенштейн
- 1958 — Дракула / Dracula  — Ван Хельсинг
- 1959 — Собака Баскервилей / The Hound of the Baskervilles — Шерлок Холмс
- 1959 — Джон Пол Джонс / John Paul Jones — капитан Пирсон
- 1959 — Мумия / The Mummy — Джон Бэннинг
- 1960 — Невесты Дракулы / The Brides of Dracula — Ван Хельсинг
- 1960 — Плоть и демоны / The Flesh and the Fiends — Роберт Нокс
- 1960 — Меч Шервудского леса / Sword of Sherwood Forest  — Шериф Ноттингема
- 1961 — Ярость в заливе Контрабандистов / Fury at Smugglers' Bay — Тревеньян
- 1962 — Капитан Клегг / Captain Clegg — Капитан Клегг
- 1964 — Горгона / The Gorgon — доктор Намарофф
- 1965 — Она / She — Холли
- 1965 — Дом ужасов доктора Террора / Dr. Terror’s House of Horrors — Доктор Террор
- 1965 — Доктор Кто и Далеки / Dr. Who and the Daleks — Доктор Кто
- 1966 — Вторжение Далеков на Землю / Daleks – Invasion Earth: 2150 A.D — Доктор Кто
- 1968 — Собака Баскервилей / The Hound of the Baskervilles — Шерлок Холмс
- 1970 — Кричи и снова кричи / Scream and Scream Again — Майор Хайнрих Бенедек
- 1970 — Любовницы-вампирши / The Vampire Lovers — Генерал фон Шпильсдорф
- 1970 — Дом, где стекает кровь / The House That Dripped Blood — Филип Грейсон
- 1971 — Близнецы зла / Twins of Evil — Густав Вайль, охотник на ведьм
- 1972 — Дракула, год 1972 — Ван Хельсинг
- 1972 — Поезд страха / Horror Express — доктор Уэллс
- 1972 — Байки из склепа / Tales from the Crypt — Артур Гримсдайк
- 1972 — Лечебница / Asylum — Смит
- 1973 — Дьявольские обряды Дракулы — Ван Хельсинг
- 1974 — Семь золотых вампиров — Ван Хельсинг
- 1976 — Необыкновенное путешествие к центру земли / At the Earth’s Core — доктор Эбнер Перри
- 1976 — Ударные волны / Shock Waves — Командующий СС
- 1977 — Звёздные войны. Эпизод IV: Новая надежда / Star Wars — Гранд-мофф Уилхафф Таркин
- 1979 — Арабское приключение / Arabian Adventure — Вазир Аль Вузара
- 1981 — Остров чудовищ / Monster Island — Вильям Колдеруп
- 1982 — Дом длинных теней / House of the Long Shadows
- 1984 — Совершенно секретно! / Top Secret — швед-продавец
- 1986 — Бигглз / Biggles — полковник Уильям Рэймонд
- 2016 — Изгой-один. Звёздные войны: Истории / «Rogue One: A Star Wars Story» — Гранд-мофф Уилхафф Таркин — компьютерная реконструкция образа персонажа